# وليام بن
ويليام بن (بالإنجليزية: William Penn)(24 أكتوبر 1644 [14 أكتوبر بالتقويم القديم] – 10 أغسطس 1718 [30 يوليو بالتقويم القديم])، كاتب إنجليزي، ومفكر ديني، وبروتستانتي مؤثر، أسس مقاطعة بنسلفانيا خلال فترة الاستعمار البريطاني. كان من دعاة الديمقراطية والحرية الدينية، وعُرف بعلاقاته الودية ومعاهداته الناجحة مع شعب اللينابي الأصلي الذي كان يقيم في المنطقة التي تشكل اليوم ولاية بنسلفانيا قبل الاستيطان الأوروبي. كما كان بن يمتلك على الأقل اثني عشر عبداً في ممتلكاته في بنبري.
في عام 1681، منح الملك تشارلز الثاني مساحة أرض تماثل الولايات المتحدة الحالية بنسلفانيا وديلاوير لبن، كتعويض عن ديون كان يدين بها لوالد بن، الأدميرال والسياسي السير ويليام بن. في العام التالي، غادر بن إنجلترا وأبحر عبر خليج ديلاوير ونهر ديلاوير، حيث أسس مدينة فيلادلفيا على الضفة الغربية للنهر. لم يكن نظام الحكم الذي أسسه بن يحظى برضا المستوطنين الهولنديين والسويديين والإنجليز في ما يُعرف الآن بولاية ديلاوير، وكانت الأرض أيضاً مطروحة للمطالبة من قبل عائلة كالفرت التي كانت تملك مقاطعة ماريلاند المجاورة. في عام 1704، مُنحت ثلاث مقاطعات جنوبية من بنسلفانيا الإذن لتشكيل مستعمرة ديلاوير شبه المستقلة.
كتب بن ودعا إلى اتحاد جميع المستعمرات الإنجليزية التي أصبحت فيما بعد الولايات المتحدة كأحد الداعمين الأوائل لتوحيد المستعمرات. كانت المبادئ الديمقراطية التي أدرجها في وثيقة «تنازلات ويست جيرسي» والتي نص عليها في «إطار حكومة بنسلفانيا» مصدر إلهام للمندوبين في مؤتمر الدستور الأمريكي عام 1787 في فيلادلفيا عند صياغتهم لدستور الولايات المتحدة.
يشتهر بن بكونه رجلاً ذا قناعة دينية عميقة، ألف العديد من الأعمال التي تحث المؤمنين على الالتزام بروح المسيحية البدائية. سُجن بن عدة مرات في برج لندن بسبب إيمانه، وكتابه «لا صليب، لا تاج» الذي كتبه أثناء سجنه ونشر في عام 1669، أصبح من كلاسيكيات الأدب اللاهوتي المسيحي.

## روابط خارجية
- وليام بن على موقع الموسوعة البريطانية (الإنجليزية)
- وليام بن على موقع ميوزك برينز (الإنجليزية)
- وليام بن على موقع إن إن دي بي (الإنجليزية)